# 朗农
朗农（Lon Non，1930年4月18日—1975年4月17日），柬埔寨政治人物、军人。他是朗诺的弟弟，在政治圈子里常常被称作“小弟弟”（法語：Petit frère），并被认为是帮助朗诺专权的一位重要权术家。
朗农是法属印度支那殖民官员朗欣（Lon Hin）的幼子。他在磅湛学习，期间认识了最好的朋友沙洛特绍，也就是后来著名的波尔布特。后来朗农在哥哥朗诺的赞助下前往法国学习犯罪学。回国后成为少校。1970年柬埔寨政变后，其兄朗诺建立高棉共和国，朗农的地位迅速提升，在没有军事经验的情况下先后被提拔为上校和将军。政变后，美国训练的自由高棉涌入柬埔寨境内由他指挥。
他在1970年至1973年出任内政部长。作为一个政客，他维护兄长的地位，对政变的另一位主要人物西索瓦·施里玛达进行打压。1970年至1971年期间，总统朗诺身体状况不佳，朗农及军队使“首相代表”施里玛达退出交权。1972年，他利用组织学生示威运动的方式将施里玛达逐出政府。
1973年至1974年担任无任所大使，长期驻扎美国。美国政府担忧朗农的腐败及缺乏廉耻，开始向朗诺施加压力要求削弱朗農的影响力。1974年回到柬埔寨。1975年4月，红色高棉包围首都金边，朗诺流亡美国。朗农和隆波烈不顾红色高棉的死亡威胁，决定留下来与红色高棉和平协商。4月17日红色高棉攻陷金边，他与隆波烈被捕处决。